# Rémi Mathis
Rémi Mathis (født 20. november 1982) er en fransk historiker og bibliotekar samt en fortaler for Bevægelsen for Fri Kultur. Han er endvidere præsident for fransk wikimedia.
Han blev kendt da den franske efterretningstjeneste DCRI i 2013 tvang ham til at slette den franske artikel om Pierre-sur-Haute militære radiostation.